# Aerosoles
Aerosoles är en tillverkare av skor i USA. Bolaget grundades i Edison, New Jersey 1987 och har idag 1 100 anställda. Bolaget designar, marknadsför och säljer skor. Aerosol har över 250 egna butiker i hela världen och finns även i andra skobutikers sortiment. I USA bedriver bolaget även postorderförsäljning och näthandel.